# Flataklocken
Flataklocken é uma montanha da província histórica de Medelpad. É considerada o centro geográfico da Suécia, estando à mesma distância do ponto mais ao sul do país - Smygehuk na Escânia – e do ponto mais ao norte - Treriksröset na Lapónia.
O seu ponto mais alto tem 465 metros. Está localizada a 50 km da cidade de Sundsvall. É uma atração turística da região, com um restaurante numa torre de 18 m, com uma vista monumental.